# Alburnoides
Alburnoides és un gènere de peixos de la família dels ciprínids i de l'ordre dels cipriniformes.

## Taxonomia
- Alburnoides bipunctatus (Bloch, 1782)[2][3][4]
- Alburnoides oblongus (Bulgakov, 1923[5][6]
- Alburnoides ohridanus (Karaman, 1928)[7]
- Alburnoides prespensis (Karaman, 1924)[8]
- Alburnoides taeniatus (Kessler, 1874)[9][10][11][12][13][14][15][16]